# Josiah W. Bailey
Josiah W. Bailey (Warrenton, 1873. szeptember 14. – Raleigh, 1946. december 15.) az Amerikai Egyesült Államok szenátora (Észak-Karolina, 1931–1946).